# 滈河
滈河是中国陕西省境内的一条河流，是沣河的一条支流，也被称作镐河、湘子河。全长约46公里，流域面积约292平方公里。它发源于秦岭石砭峪耍钱场，峪口之上称为石砭峪河，峪口之外称滈河，滈河出峪口后向北流9千米到黄甫村，又向西北流7.3千米后在香积寺南汇入潏河，汇合后向西流（汇流以下亦作洨河），最终汇流向北在西安市鄠邑区秦渡镇附近汇入沣河。

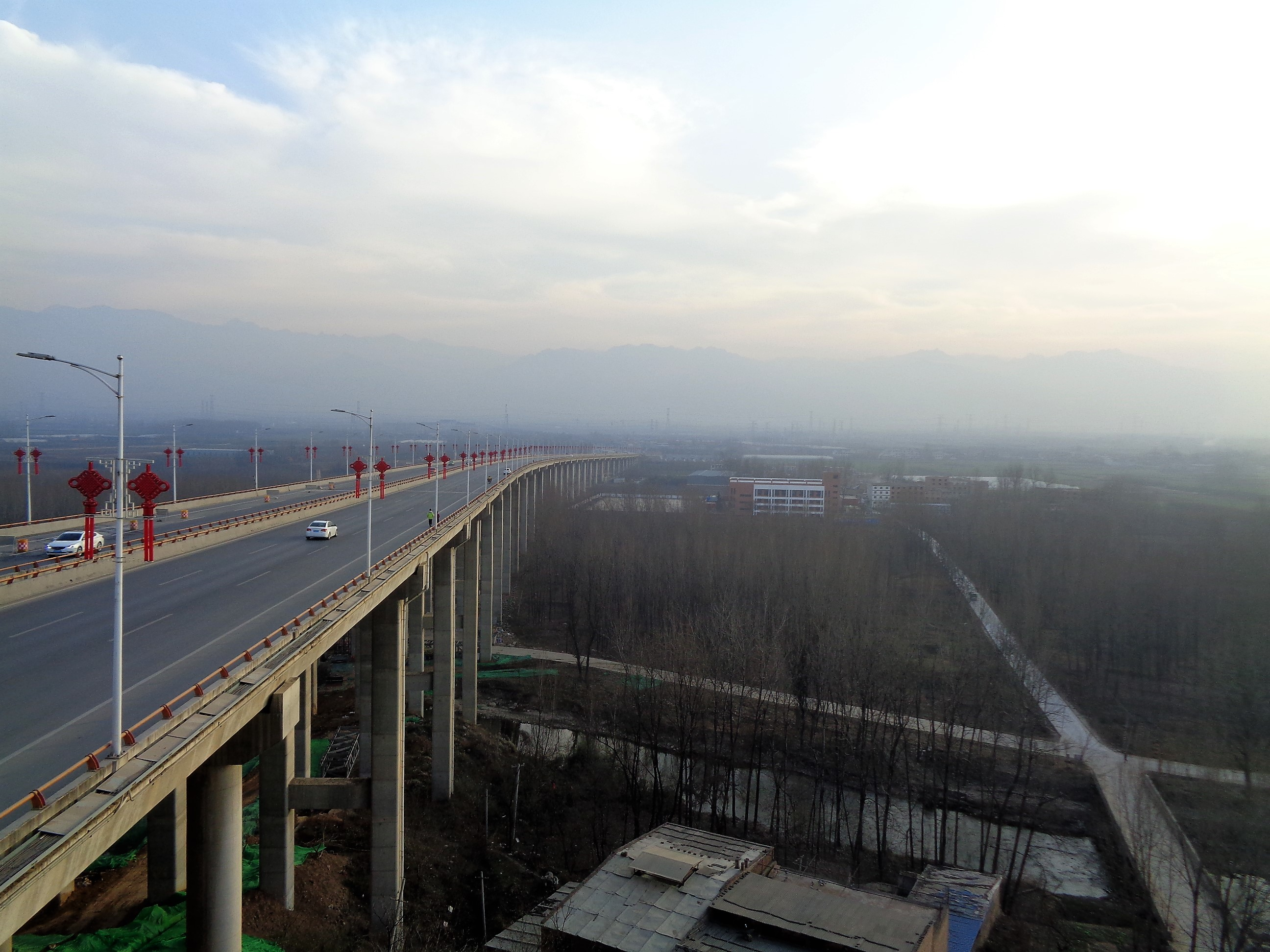
长安滈河大桥，桥下滈河水流较小

滈河是所谓的“八水绕长安”八水之一。